# Dave Ogilvie
Dave "Rave" Ogilvie (ur. 1960 w Montrealu) – kanadyjski muzyk i producent. Współpracował między innymi z artystami takimi jak Skinny Puppy, Marilyn Manson, Killing Joke czy Alexz Johnson. Tworzył remiksy dla m.in. Tool, Nine Inch Nails, Marilyn Manson i Davida Bowie. 
Mieszka w Vancouver, jest żonaty i ma dwoje dzieci.